# Claire Trevor
Claire Trevor (născută Claire Wemlinger; 8 martie 1910 – 8 aprilie 2000) a fost o actriță americană.

## Biografie
A jucat în peste 60 de filme artistice. Trevor a primit Premiul Oscar pentru cea mai bună actriță în rol secundar pentru rolul său din Key Largo, și a avut două nominalizări pentru rolurile sale din The High and the Mighty și Dead End.

## Filmografie
| Film       | Film                          | Film                              | Film                                                                                                  |
| An         | Film                          | Rol                               | Note                                                                                                  |
| ---------- | ----------------------------- | --------------------------------- | --- |
| 1933       | Jimmy and Sally               | Sally Johnson                     | |
| 1933       | The Mad Game                  | Jane Lee                          | |
| 1933       | The Last Trail                | Patricia Carter                   | |
| 1933       | Life in the Raw               | Judy Halloway                     | |
| 1934       | Elinor Norton                 | Elinor Norton                     | |
| 1934       | Baby Take a Bow               | Kay Ellison                       | |
| 1934       | Wild Gold                     | Jerry Jordan                      | |
| 1934       | Hold That Girl                | Tonie Bellamy                     | |
| 1935       | Spring Tonic                  | Betty Ingals                      | |
| 1935       | Black Sheep                   | Jeanette Foster                   | |
| 1935       | My Marriage                   | Carol Barton                      | |
| 1935       | Navy Wife                     | Vicky Blake                       | |
| 1935       | Dante's Inferno               | Betty McWade                      | |
| 1936       | Career Woman                  | Carroll Aiken                     | |
| 1936       | Star for a Night              | Nina Lind                         | |
| 1936       | To Mary - with Love           | Kitty Brant                       | |
| 1936       | Human Cargo                   | Bonnie Brewster                   | |
| 1936       | Song and Dance Man            | Julia Carroll                     | |
| 1936       | 15 Maiden Lane                | Jane Martin                       | |
| 1937       | Big Town Girl                 | Fay Loring                        | |
| 1937       | Second Honeymoon              | Marcia                            | |
| 1937       | One Mile from Heaven          | Lucy 'Tex' Warren                 | |
| 1937       | King of Gamblers              | Dixie Moore                       | |
| 1937       | Time Out for Romance          | Barbara Blanchard                 | |
| 1937       | Dead End                      | Francey                           | Nominated—Academy Award for Best Supporting Actress                                                   |
| 1938       | Five of a Kind                | Christine Nelson                  | |
| 1938       | Valley of the Giants          | Lee Roberts                       | |
| 1938       | Walking Down Broadway         | Joan Bradley                      | |
| 1938       | The Amazing Dr. Clitterhouse  | Jo Keller                         | |
| 1939       | Stagecoach                    | Dallas                            | |
| 1939       | I Stole a Million             | Laura Benson                      | |
| 1939       | Allegheny Uprising            | Janie MacDougall                  | |
| 1940       | Poruncă întunecată            | Miss Mary Cloud                   | |
| 1941       | Texas                         | 'Mike' King                       | |
| 1941       | Honky Tonk                    | 'Gold Dust' Nelson                | |
| 1942       | The Adventures of Martin Eden | Connie Dawson                     | |
| 1942       | Crossroads                    | Michelle Allaine                  | |
| 1942       | Street of Chance              | Ruth Dillon                       | |
| 1943       | The Woman of the Town         | Dora Hand                         | |
| 1943       | Good Luck, Mr. Yates          | Ruth Jones                        | |
| 1943       | The Desperadoes               | Countess Maletta                  | |
| 1944       | Murder, My Sweet              | Mrs. Helen Grayle                 | |
| 1945       | Johnny Angel                  | Lilah 'Lily' Gustafson            | |
| 1946       | The Bachelor's Daughters      | Cynthia                           | |
| 1946       | Crack-Up                      | Terry Cordell                     | |
| 1947       | Born to Kill                  | Helen Trent                       | |
| 1948       | Raw Deal                      | Pat Cameron                       | |
| 1948       | The Velvet Touch              | Marian Webster                    | |
| 1948       | The Babe Ruth Story           | Claire (Hodgson) Ruth             | |
| 1948       | Key Largo                     | Gaye Dawn                         | Academy Award for Best Supporting Actress                                                             |
| 1949       | The Lucky Stiff               | Marguerite Seaton                 | |
| 1950       | Borderline                    | Madeleine Haley, aka Gladys LaRue | |
| 1951       | Best of the Badmen            | Lily                              | |
| 1951       | Hard, Fast and Beautiful      | Millie Farley                     | |
| 1952       | Stop, You're Killing Me       | Nora Marko                        | |
| 1952       | My Man and I                  | Mrs. Ansel Ames                   | |
| 1952       | Hoodlum Empire                | Connie Williams                   | |
| 1953       | The Stranger Wore a Gun       | Josie Sullivan                    | |
| 1954       | The High and the Mighty       | May Holst                         | Nominated—Academy Award for Best Supporting Actress                                                   |
| 1955       | Man Without a Star            | Idonee                            | |
| 1955       | Lucy Gallant                  | Lady MacBeth                      | |
| 1956       | The Mountain                  | Marie                             | |
| 1958       | Marjorie Morningstar          | Rose Morgenstern                  | |
| 1962       | Two Weeks in Another Town     | Clara Kruger                      | |
| 1963       | The Stripper                  | Helen Baird                       | |
| 1965       | How to Murder Your Wife       | Edna                              | |
| 1967       | The Cape Town Affair          | Sam Williams                      | |
| 1982       | Kiss Me Goodbye               | Charlotte Banning                 | |
| Television |                               |                                   | |
| Year       | Title                         | Role                              | Notes                                                                                                 |
| 1954       | The Ford Television Theatre   | Felicia Crandell                  | episode: The Summer Memory                                                                            |
| 1954       | Lux Video Theatre             | Ellen Creed                       | episode: Ladies in Retirement Nominated—Primetime Emmy Award for Best Actress in a Single Performance |
| 1954       | General Electric Theater      | Cora Leslie                       | episode: Foggy Night                                                                                  |
| 1955       | Lux Video Theatre             | Mary Scott                        | episode: No Bad Songs for Me                                                                          |
| 1956       | Schlitz Playhouse of Stars    | Mary Hunter                       | episode: Fool Proof                                                                                   |
| 1956       | Producers' Showcase           | Fran Dodsworth                    | episode: Dodsworth Primetime Emmy Award for Best Single Performance by an Actress                     |
| 1956       | Alfred Hitchcock Presents     | Mary Prescott                     | episode: Safe Conduct                                                                                 |
| 1957       | Playhouse 90                  | Elizabeth Owen                    | episode: If You Knew Elizabeth                                                                        |
| 1959       | Westinghouse Desilu Playhouse | Savannah Brown                    | episode: Happy Hill                                                                                   |
| 1959       | Wagon Train                   | C.L. Harding                      | episode: The C.L. Harding Story                                                                       |
| 1959       | The Untouchables              | Kate Clark 'Ma' Barker            | episode: Ma Barker and Her Boys                                                                       |
| 1961       | The Investigators             | Kitty Harper                      | episode: New Sound for the Blues                                                                      |
| 1961       | Alfred Hitchcock Presents     | Mrs. Meade                        | episode: A Crime for Mothers                                                                          |
| 1962       | Dr. Kildare                   | Veronica Johnson                  | episode: The Bed I've Made                                                                            |
| 1983       | The Love Boat                 | Nancy Fairchild                   | episode: The Misunderstanding/Love Below Decks/The End is Near                                        |
| 1987       | Murder, She Wrote             | Judith Harlan                     | episode: Witness for the Defense                                                                      |
| 1987       | Breaking Home Times           | Grace Porter                      | (TV film)                                                                                             |